# Авизо (кораб)
Ави́зо (на испански: aviso,; на италиански: avviso – уведомление), куриерски плавателен съд, кораб или кораб авизо неголям военен, сравнително бързоходен кораб, който се използва за разузнаване и куриерска служба в периода 18 век—19 век. В руския флот не са строени авизо кораби, обикновено за тази цел се използват остарели вече съдове (кораби).
В съвременните флоти на някои държави (например във Франция) „авизото“ е боен кораб, който е в средата между корвета / СКР и стражевия катер. Въпреки че първоначално авизото възниква като тип спомагателен куриерски кораб, впоследствие негова специализация става патрулирането на задморските владения на колониални сили като Франция и Португалия. Затова и типът е основно на въоръжение в техните военноморски сили. Характерно за корабите тип авизо е, че са оптимизирани за плаване в крайбрежните региони. Въоръжението и бронирането им отстъпва като приоритет, за сметка на запаса от ход и автономността, както и простотата на обслужване на големи отдалечения от основните военноморски бази в метрополиите. Типични примери за кораби клас авизо са португалските клас „Жоао Кутиньо“, френските „Комондан Ривйер“ и най-модерните представители за типа – клас „Дестен д'Орв“.
С процесите на деколонизация, отпада необходимостта от такива кораби и днес те са считани за морално остарели, отстъпвайки място на многоцелеви надводни бойни кораби, най-често ракетни фрегати. Като алтернативно наименование на типа може да се използва патрулна корвета, а също така ведета и шлюп.